# Cosmosatyrus duséni
Cosmosatyrus duséni är en fjärilsart som beskrevs av Otto Staudinger 1889. Cosmosatyrus duséni ingår i släktet Cosmosatyrus och familjen praktfjärilar. Inga underarter finns listade i Catalogue of Life.